# Думный дьяк

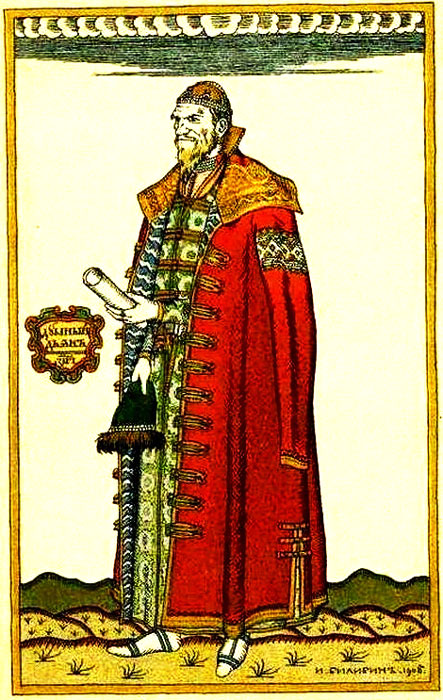
«Думный дьяк»
(художник Иван Билибин)

Ду́мный дьяк в Русском государстве в XVI—XVII веках определяется как чин и должность. В Энциклопедическом словаре Брокгауза и Эфрона в отношении названия используется слово «титул». В Большой советской энциклопедии — «низший думный чин». Думные дьяки составляли и правили проекты решений Боярской думы и царских указов, ведали делопроизводством Боярской думы и важнейших приказов, нередко из их среды выдвигались видные государственные деятели и дипломаты.

## Первое упоминание
Документы, в которых официально устанавливается статус думного дьяка, не фиксируются.
Из ряда публикаций следует, что понятие «думный дьяк» существует с середины XVI века. Так Г. В. Вернадский пишет:

В 1558 г. русский вельможа Остафий Волович (православный) отправил конфиденциальное послание московскому думному дьяку Ивану Михайловичу Висковатому.
В Тысячной книге 1550 года и в документах 1554 года Висковатый упоминается в первом случае — как большой дьяк, а во втором — просто как дьяк.

## Должность — думный дьяк
Появление этой должности связывается исследователями с тенденцией к централизации власти в Русском государстве XVI века. Требовалось грамотное оформление и тщательное протоколирование государственных решений, следовательно канцелярские навыки и дисциплина, но в то же время понимание предмета обсуждения и ориентация в различных областях государственной деятельности, а значит, образование и интеллект.
Думные дьяки и исполняли в Боярской Думе, главным образом, технические функции (формулировка текстов постановлений и коррекция текстов писем, отчётность по возглавляемым ведомствам).
По сведениям Г. Котошихина, думные дьяки были обязаны стилистически редактировать государственные документы, выработанные в Думе, и ставить на них свою подпись.

А на всяких делах закрепляют и помечают думные дьяки, а царь и бояре ни х каким делам, кроме того что послы прикладывают руки к договорным записям, руки своей не прикладывают, для того устроены они думные дьяки.
В. О. Ключевский разъясняет:

Думный разрядный дьяк имел значение государственного секретаря. Постоянное присутствие в думе начальников важнейших приказов сообщало ей вид совета министров.
Кроме работы в Боярской думе, должность думного дьяка предполагала функции исполнительной власти по ведомствам, отчасти напоминая деятельность современных руководителей министерств или глав управлений.
Ключевский обосновывает это следующим образом:

Дела посольские, разрядные и поместные непосредственно вела сама дума; потому приказы, в которых сосредоточивались эти дела, были как бы отделениями думской канцелярии; потому же во главе их и стояли дьяки, а не бояре или окольничие.

## Чин — думный дьяк
Чин думного дьяка являлся четвёртым, самым низшим чином в структуре боярской думы по отношению к другим думным чинам: боярин, окольничий, думный дворянин. По чину, думный дьяк обладал только совещательным голосом, тем не менее в разрядных книгах можно обнаружить упоминание думных дьяков выше, чем перечисление московских дворян.
Думные дьяки, в отличие от других чинов боярской думы, в присутствии государя стояли и садились лишь в тех случаях, когда приглашал их к тому сам царь.
Историк Н. П. Загоскин так объясняет причину возникновение чина думных дьяков:

Словом — должна была быть сознана потребность в живой связи Думы с приказами. Самым естественным средством удовлетворения этой потребности могло быть соединение звания членов Думы Боярской со званием первоприсутствующих важнейших приказов. И вот тем дьякам — первоприсутствующим приказов, которым присваивалось государем право присутствия в Думе Боярской, и давалось название думных дьяков, обратившееся скоро в четвертый по порядку старшинства придворный чин.

## Число думных дьяков в Думе
Г. Котошихин указывает количество думных дьяков:

Три или четыре, а болши четырех не бывает;
Н. П. Загоскин, проведя своё исследование, подтверждает данные Котошихина, но дополняет:

Но с конца царствования Алексея Михайловича теряет значение это историческое начало и исчезает связь звания думных дьяков с должностями первоприсутствующих четырех основных приказов; мы видим примеры появления думных дьяков и в других приказах и вместе с тем быстрое увеличение количества их — которое доходит при воцарении Феодора Алексеевича до 6, а при воцарении Иоанна и Петра Алексеевичей — до 14.

## Обязанности, права, привилегии, карьерные возможности
Некоторые думные дьяки за службу производились в думные дворяне или окольничие, оставаясь во главе своих приказов. Таким образом, они имели возможность карьерного роста, как и другие думские чины.
Примером может служить биография окольничего Фёдора Елизарова, о котором упоминает Н. П. Загоскин:

Простой дьяк поместного приказа в 1644 году, в последующее время является он в том же приказе, в 1646 г. — думным дьяком, в 1652 г. — думным дворянином, а в 1659 г. — уже окольничим.
Г. Котошихин в XVII веке, говоря о думных дьяках, отмечает, что этот чин получают люди разных социальных групп:

…и в тех думных дьяках бывают из дворян, и из гостей, и ис подьячих;
Большинство думных были переведены (повышены в чине) из рядовых дьяков. Как пример, Загоскин упоминает фамилии дьяков: Шапилова, Лопухина, Зыкова, Данилова, Семенова, Оловенникова, Алмаза Иванова.
По Котошихину, из всех думных дьяков глава посольского приказа является наиболее значимой фигурой:

…и ис тех думных дьяков посолской дьяк, хотя породою бывает менши, но по Приказу и по делам выше всех;
Хотя приведённая фраза не читается однозначно. То ли в боярской думе существовала неофициальная иерархия даже среди нескольких думных дьяков, то ли отмечается официальная степень ответственности руководителя посольского приказа.
Загоскин склоняется к мысли, что думные дьяки была активными, имеющими право голоса, членами думы, ссылаясь на записку о царском дворе и государственном устройстве, составленной в 1610—1613 годах для королевича Владислава:

Повинность боярам и окольничим и дьяком думным быти всегды на Москве при государе безотступно и заседать в палате, думати о всяких делех, о чем государь роскажет и что царству Московскому належать будет, и доносят до государя думу дьяки думные.
Невзирая на совещательный голос в принятии государственных решений, думные дьяки, в определённых ситуациях, могли себе позволить активную позицию. Известен случай, когда думный разрядный дьяк Томило Юдич Луговской инициировал избиение стольника Чихачёва, начав бить последнего его же костылём за симуляцию и гордыню при собрании думы в Золотой палате Кремля.
Денежные оклады думных дьяков были несколько ниже остальных думских чинов. По Загоскину, использовавшего для исследования вопроса книгу боярских списков за 1658 год, думные дьяки получали:

Из числившихся в том же году четырех думных дьяков, Сем. Заборовской имел по боярской книге 155 (1647 г.) денежного оклада 250 рубл.; Лар. Лопухин по той же книге — 300 р., да за Конотопский бой 50 руб. придачи, Дем. Башмаков пользовался окладом в 150 рубл.
Оклад Алмаза Иванова не упоминается.
Для сравнения средний оклад бояр по тому же году был от 500 до 800 рублей, а средний оклад у окольничих — от 300 до 400 рублей. У думных дворян — около 300 рублей.
Указаниями на низшее положение в думе являлись формальное отсутствие у думных дьяков «-вич» в отчестве и устное назначение на должность.

## Список думных дьяков
| Года упоминаний                         | Фамилия, Имя, Отчество                        | Примечания |
| --------------------------------------- | --------------------------------------------- | --- |
| Иван III Васильевич (1462—1505)         |                                               | |
| 1497                                    | Гусев Владимир Елизарович                     | Казнён за участие в заговоре (1497). |
| 1500                                    | Курицын Фёдор Васильевич                      | |
| Василий III Иванович (1505—1533)        |                                               | |
| 1520                                    | Телешов Иван Иванович                         | |
| 1531-1584                               | Шишкин Яков Васильевич                        | Упоминается как Государев дьяк, Великокняжеский дьяк, Дворовый дьяк |
| Иван IV Васильевич (1533—1584)          |                                               | |
| 1535-1537                               | Цыплетев Елизар Иванович                      | Думный разрядный дьяк. |
| 1549-1550                               | Цыплетев Иван Елизарович                      | Ближний думный разрядный дьяк, возглавлял также Посольский приказ. |
| 1550                                    | Шишкин Микита (Никита)                        | Упоминается как Дворовый дьяк |
| 1556-1562                               | Висковатый Иван Михайлович                    | |
| 1552                                    | Мишурин Фёдор Михайлович                      | Упоминается как Дворовый дьяк |
| 1562                                    | Васильев Андрей                               | |
| 1570-1594                               | Щелкалов Андрей Яковлевич                     | Ближней думы «большой дьяк» (с 1587) |
| 1572                                    | Шерефидинов Андрей Васильевич                 | |
| 1577                                    | Михайлов Ёрш                                  | В росписи ливонского похода (1577) упоминается как Дворовый дьяк, привёз (22 августа 1577) царю из-под Чисгвина грамоту «лист немецким письмом», а (2 сентября) по царскому приказу едет в занятый г. Кесь          |
| Фёдор Иванович (1584—1598)              |                                               | |
| 1586                                    | Ладыженский Леонтий Давыдович                 | |
| после 1586                              | Витовтов Евдоким Яковлевич                    | Сын дьяка Витовтова Якова Андреевича (1577—1579), помещик и вотчинник Московского, Каширского, Верейского, Белёвского, Мещовского, Мценского, Воротынского, Медынского, Вяземского, Ржевского и Ярославского уездов |
| 1594-1601                               | Щелкалов Василий Яковлевич                    | |
| Борис Фёдорович Годунов (1598—1605)     |                                               | |
| 1601-1605                               | Власьев Афанасий Иванович                     | Вторично при Лжедмитрии I (1605—1606) |
| 1605                                    | Сутупов Богдан (Яким) Иванович                | Думный дьяк и печатник |
| Смутное время (1605—1613)               |                                               | |
| 1607                                    | Рындин Другой Тимофеевич                      | Пожалован в думные дьяки Лжедмитрием II |
| 1608-1616                               | Третьяков Пётр Алексеевич                     | Жалованье 200 рублей в год |
| 1608                                    | Сафонов (Софонов) Денис Игнатьевич            | |
| 1608-1610                               | Чичерин Иван Иванович                         | У Лжедмитрия II |
|                                         | Янов О. В.                                    | Во времена Василия Шуйского |
| 1610-1611                               | Телепнёв Василий Григорьевич                  | Во времена Василия Шуйского |
| 1610-1613                               | Андросов Фёдор                                | |
| 1611                                    | Новокщенов Николай-Дмитрий (Дионисий) Никитич | |
| 1611                                    | Тюхин Михаил Акинфеевич                       | Думный дьяк приказа Большого дворца |
| 1612                                    | Шушерин Фёдор                                 | |
| Романов Михаил Фёдорович (1613—1645)    |                                               | |
| 1613                                    | Новокрещёнов Николай                          | |
| 1615                                    | Данилов Михаил Феофилатович                   | Отставлен по увечью (1644) |
| 1616                                    | Васильев Сыдавной (Сыдавней)                  | Жалованье 200 рублей в год |
| † 1620                                  | Витовтов Тимофей Андреевич                    | Владел вотчиной в Ярославском уезде |
| 1620                                    | Луговской Томило (Флор) Юдич (Иудич)          | |
| 1626-1647                               | Личачёв Фёдор Фёдорович                       | Думный дьяк и печатник |
| 1626                                    | Грамотин Иван Тарасьевич (Курбатович)         | Подвергнут опале (1626) |
| 1627-1630                               | Телепнёв Ефим Григорьевич                     | Отставлен (1630) |
| 1627-1640                               | Лихачёв Фёдор Фёдорович                       | |
| 1629                                    | Грязев Иван Кириллович                        | |
| 1630                                    | Телепнёв Фёдор                                | |
| 1631                                    | Семёнов Василий Григорьевич                   | |
| 1636-1640                               | Фефилатьев Михаил Данилович                   | |
| 1636-1640                               | Атарский Василий                              | |
| 1636-1644                               | Гавренёв Иван Афанасьевич                     | |
| 1636-1657                               | Елизаров Фёдор Кузьмич                        | Дьяк Поместного приказа, пожалован в Окольничие (1657) и оставался главным судьёй в приказе. |
| 1640                                    | Львов Григорий Васильевич                     | |
| 1640-1653                               | Волошенинов Михаил Дмитриевич                 | |
| Романов Алексей Михайлович (1645—1676)  |                                               | |
| 1647-1648                               | Чистой Назар Иванович                         | |
| 1649                                    | Грибоедов Фёдор Акимович                      | |
| 1653-1662                               | Иванов Алмаз (Ерофей) Иванович                | |
| 1658                                    | Лопухин Ларион Дмитриевич                     | |
| 1658-1663                               | Заборовский Семён Иванович                    | |
| 1664-1676                               | Башмаков Дементий Минич                       | |
| 1668-1676                               | Титов Семён Степанович                        | Умер (1676) |
| 1668                                    | Ржевский Иван Иванович                        | |
| 1668                                    | Дуров Александр Степанович                    | |
| 1668-1682                               | Иванов Ларион Иванович                        | |
| 1668-1682                               | Богданов Григорий Карпович                    | |
| 1668-1682                               | Голосов Лукьян Тимофеевич                     | |
| 1668-1675                               | Дохтуров Герасим Семёнович                    | |
| 1668-1676                               | Караулов Григорий Степанович                  | |
| 1672-1676                               | Лопухин Абрам Никитич                         | |
| Романов Фёдор Алексеевич (1676—1682)    |                                               | |
| 1676 (или 1672)                         | Михайлов Фёдор                                | |
| 1676                                    | Зыков Афанасий Тихонович                      | |
| 1676-1692                               | Полянский Данила Леонтьевич                   | |
| 1676-1692                               | Семёнов Василий Григорьевич                   | Не путать с Семёновым Василтем Григорьевичем (1631) |
| 1677-1682                               | Пятов (Пятый) Парфений Яковлевич              | |
| 1677                                    | Кирилов Аверкий Степанович                    | |
| 1677-1686                               | Горохов Иван Савинович                        | |
| Иван V и Пётр I Алексеевичи (1682—1725) |                                               | |
| 1682                                    | Шакловитый Фёдор Леонтьевич Большой           | За измену и возбуждение к бунту казнён (12 сентября 1690) |
| 1682-1686                               | Остафьев (Астафьев) Павел Михайлович          | |
| 1682-1700                               | Украинцев Емельян Игнатьевич                  | Получил титул думного советника (1700), ездил послом в Константинополь, заключил мир с турками и установил границы от Турции до Днепра.                                                                             |
| 1683-1692                               | Никифоров, Протасий Иванович                  | |
| 1683-1692                               | Зотов Никита Моисеевич                        | |
| 1688                                    | Иванов Автамон                                | |
| 1689-1692                               | Кириллов Яков Аверкович                       | |
| 1689-1692                               | Домнин Любим Алферьевич                       | |
| 1690-1692                               | Тугаринов Митрофан Петрович                   | |
| 1690-1693                               | Возницын Прокофий Богданович                  | |
| 1692                                    | Оловеников Порфирий Фёдорович                 | |
| 1692                                    | Ершов Василий Семёнович                       | |
| 1692                                    | Виниус Андрей Андреевич                       | |
| 1692                                    | Прокофьев Михаил Прокофьевич                  | |
| 1693                                    | Деревнин Гаврила Фёдорович                    | |